# فرودگاه برنتفورد
فرودگاه برنتفورد (به انگلیسی: Brantford Airport) (به زبان بومی: Brantford Municipal Airport) یک فرودگاه همگانی با کد یاتا YFD است که یک باند فرود آسفالت دارد و طول باند آن ۱۵۲۴ متر است. این فرودگاه در کشور کانادا قرار دارد و در ارتفاع ۲۴۸ متری از سطح دریا واقع شده‌است.